# Oddział Sztuki Dawnej
Oddział Sztuki Dawnej Muzeum Narodowego w Gdańsku – mieści się w głównym gmachu muzeum, tj. w zabytkowym dawnym franciszkańskim klasztorze z XV wieku przy
ulicy Toruńskiej 1.

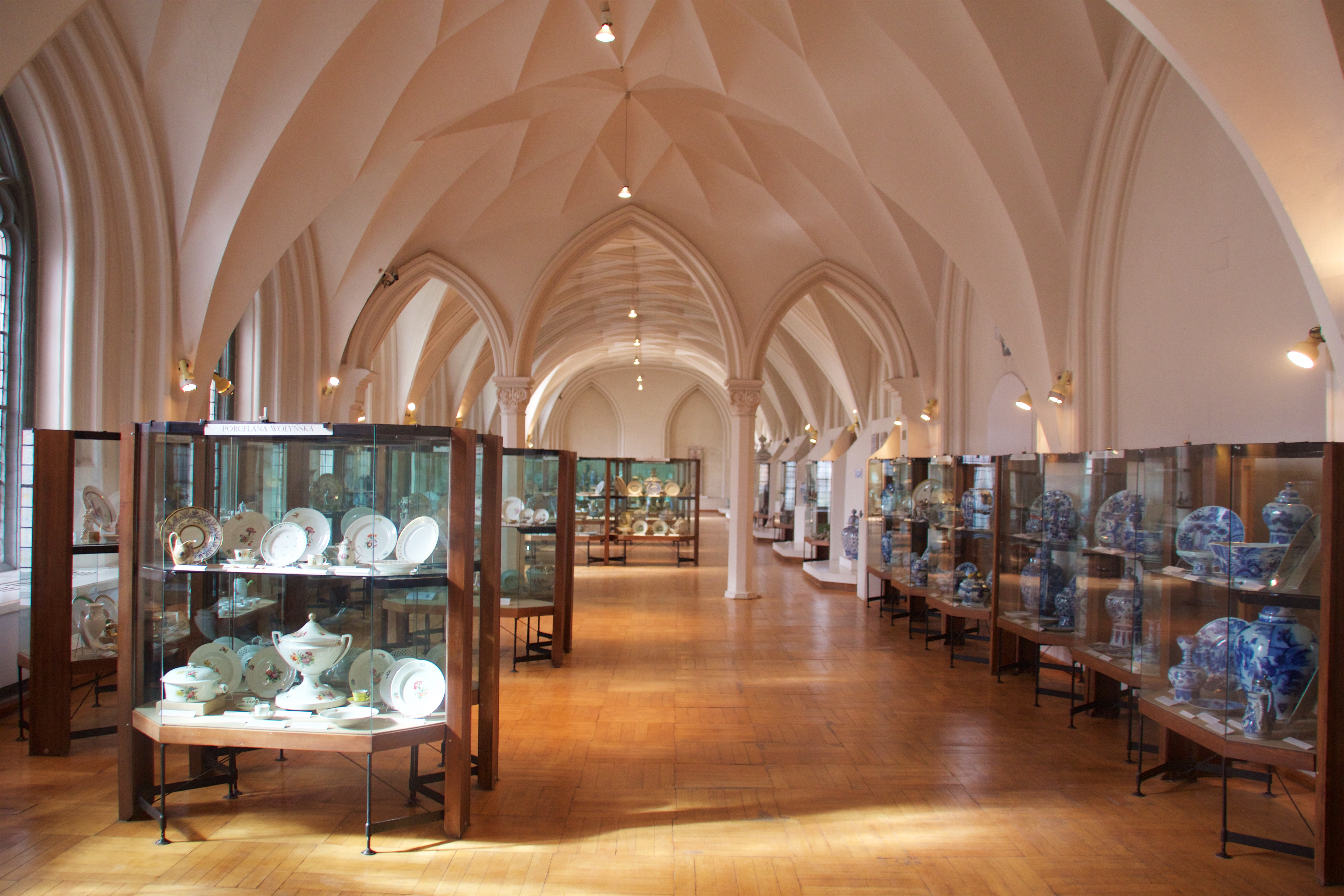
Fragment wystawy ceramiki

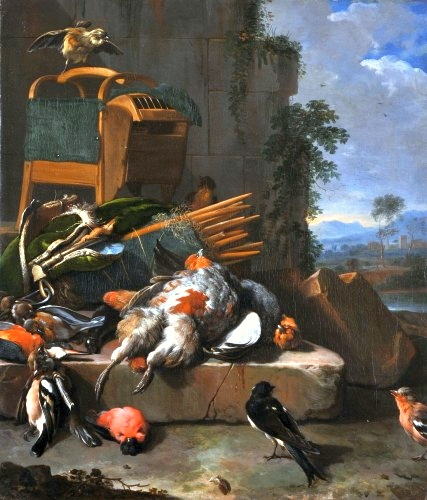
Obraz holenderskiego malarza Melchiora de Hondecoeter'a Trofea myśliwskie (martwa natura z ptakami), lata 70. XVII w., (zrabowany w 1945, ponownie w Gdańsku od 2010) Muzeum Narodowe - Oddział Sztuki Dawnej w Gdańsku

Poprzednikami Muzeum Narodowego w Gdańsku były XIX-wieczne zbiory dwóch muzeów gdańskich: Stadtmuseum i Kunstgewerbemuseum. Na przestrzeni lat wzbogaciło się o kolejne dary od osób prywatnych i zakupy państwowe. Zaowocowało to stworzeniem cennej galerii.
W 2016 oddział zwiedziło 41819 zwiedzających, a w 2017 – 45765.

## Zbiory
Obecnie w Oddziale można zwiedzać ekspozycje stałe:
- ceramika europejska
- plastyka średniowieczna XIII-XVI wieku
- skarby patrycjuszy – dawne gdańskie złotnictwo (XV-XIX w.)
- galeria malarstwa flamandzkiego i holenderskiego XV-XVIII wieku
- galeria malarstwa gdańskiego XVI-XX wieku

W muzeum znajdują się dzieła należące do takich artystów jak:
- Ferdinand Bol (Anioł ukazujący się Hagar na pustyni)
- Jan Brueghel mł. (Misa z kwiatami)
- Joachim Beuckelaer (Sprzedawcy ryb)
- Bonaventura Peeters (Wzburzone morze)
- Aelbert Cuyp (Portret mężczyzny)
- Gerard Dou (Staruszka w oknie)
- Antoon van Dyck (Portret kobiety)
- Frans Floris (Caritas)
- Franciscus Gijsbrechts (Martwa natura z czaszką)
- Jan van Goyen (Chałupy nad kanałem)
- Melchior de Hondecoeter (Martwa natura z ptakami)
- Pieter de Hooch (Kobieta skubiąca kaczkę)
- Jacob Jordaens (Studium dziecka)
- Aleksander Kotsis (Portret mnicha)
- Pieter Lastman (Scena pasterska)
- Simon Luttichuys (Martwa natura z czaszką)
- Jacek Malczewski (Muzyka pól - Autoportret)
- Cornelis de Man (Wnętrze starego kościoła w Delfcie)
- Paulus Moreelse (Portret damy jako Minerwy)
- Anton Möller (Portret patrycjuszki gdańskiej)
- Barend van Orley (Opłakiwanie Chrystusa)
- Adriaen van Ostade (Lirnik)
- Peeter Danckers de Rij (Portret damy)
- Jan Peeters (Okręty na morzu)
- Daniel Schultz (Lis i winogrona)
- Adriaen van Stalbemt (Raj)
- Andrzej Stech (Martwa natura kwiatowa w szklanym wazonie)
- Wilhelm August Stryowski (Freitag rzeźbiący popiersie Heweliusza)
- Jacob van Swanenburgh (Łódź Charona)
- Hans Vredeman de Vries (Alegoria zbawienia i grzechu)

Najcenniejszym eksponatem Oddziału Sztuki Dawnej jest Sąd Ostateczny Hansa Memlinga z 1471 roku.

## Wybrane dzieła

### Malarstwo flamandzkie i niderlandzkie

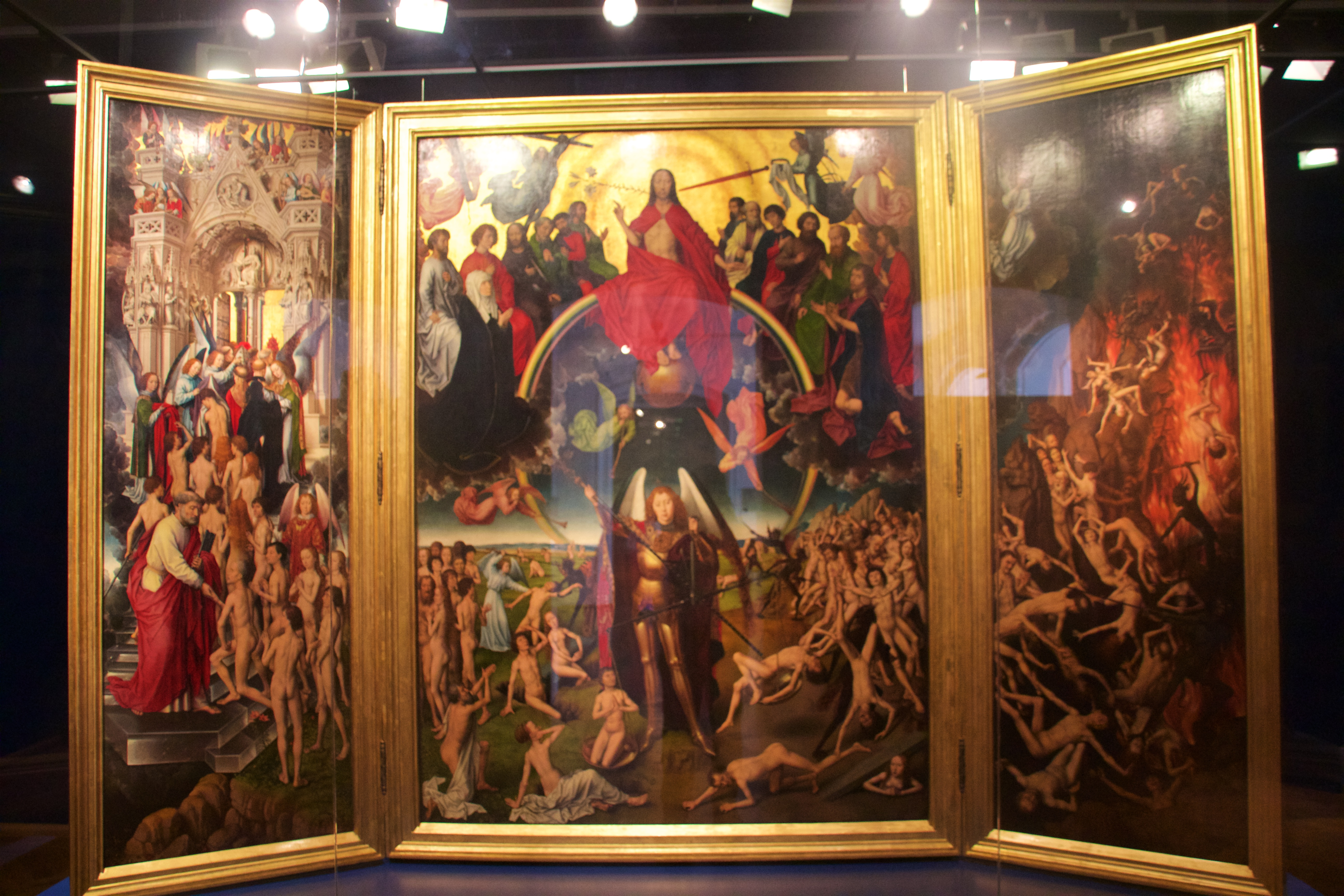
Hans Memling, Sąd Ostateczny (1471)
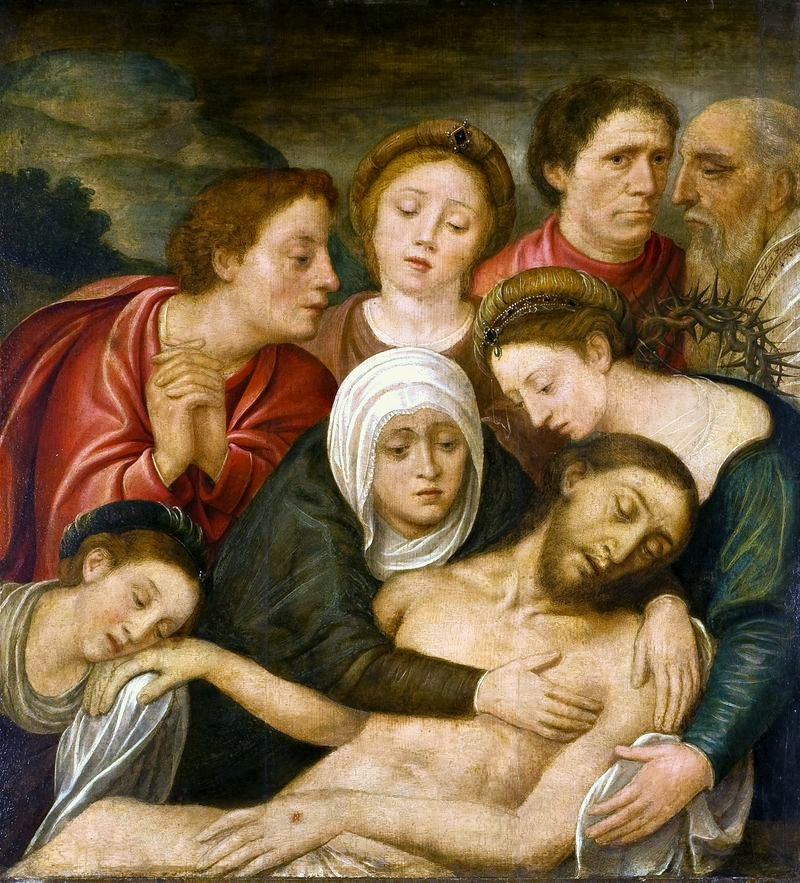
Barend van Orley, Opłakiwanie Chrystusa (I poł. XVI w.)
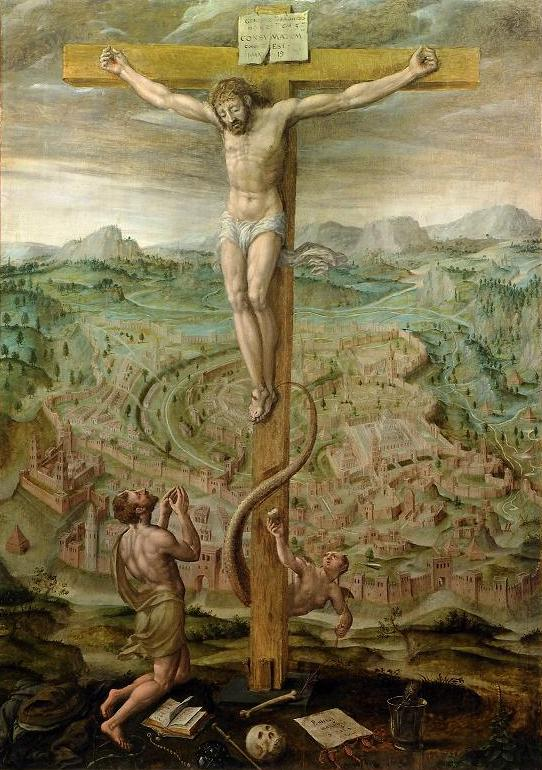
Hans Vredeman de Vries, Alegoria zbawienia i grzechu (1596)
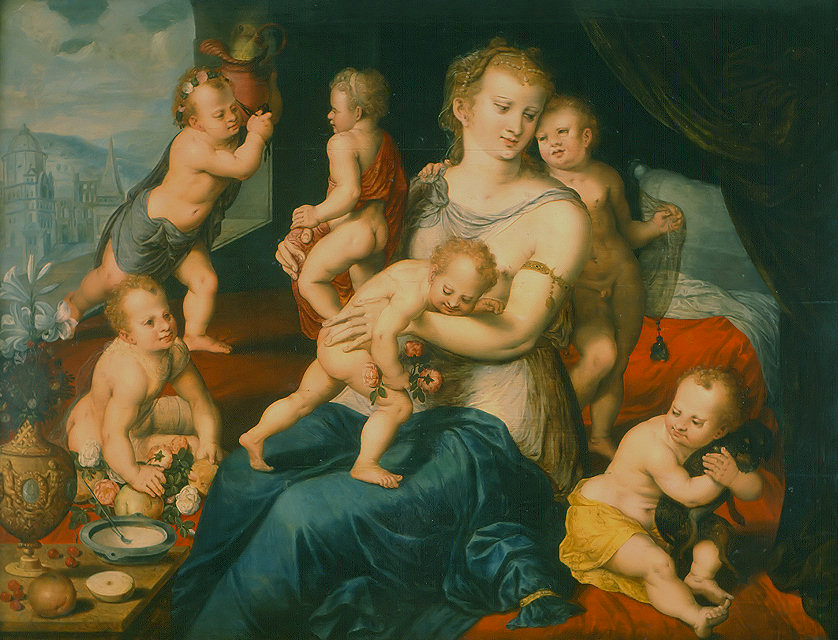
Frans Floris, Caritas (XVI w.)
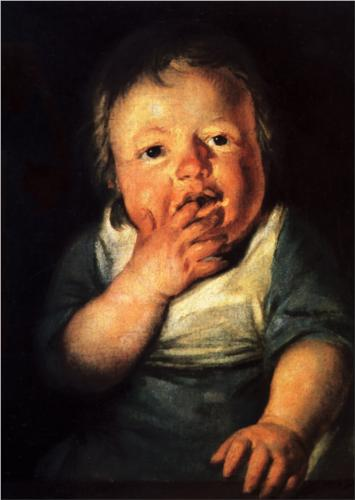
Jacob Jordaens, Studium dziecka (1626)
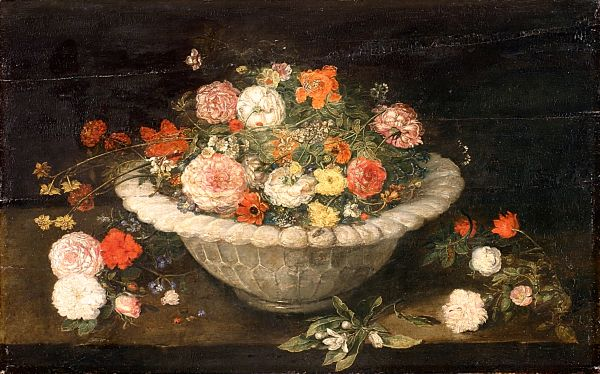
Jan Brueghel mł., Misa z kwiatami (ok. 1630)

### Malarstwo holenderskie

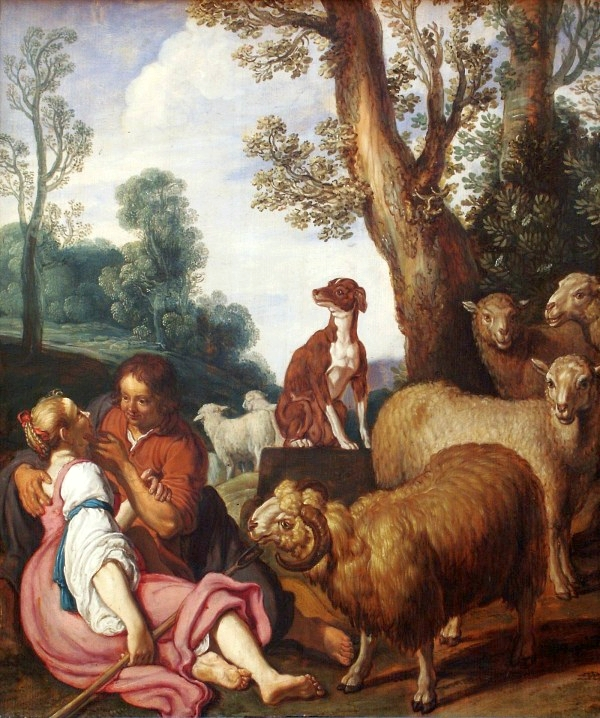
Pieter Lastman, Scena pasterska (Granida i Daifilo) (1624)
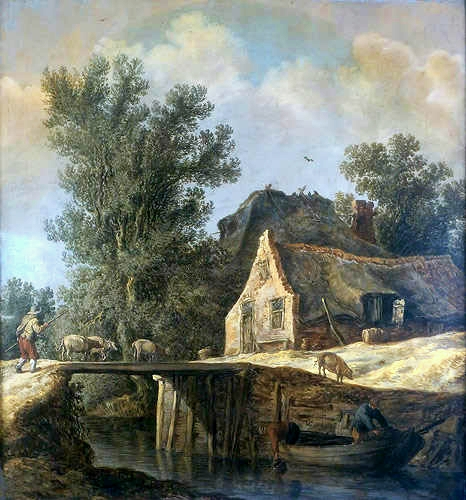
Jan van Goyen, Chałupy nad kanałem (1630)
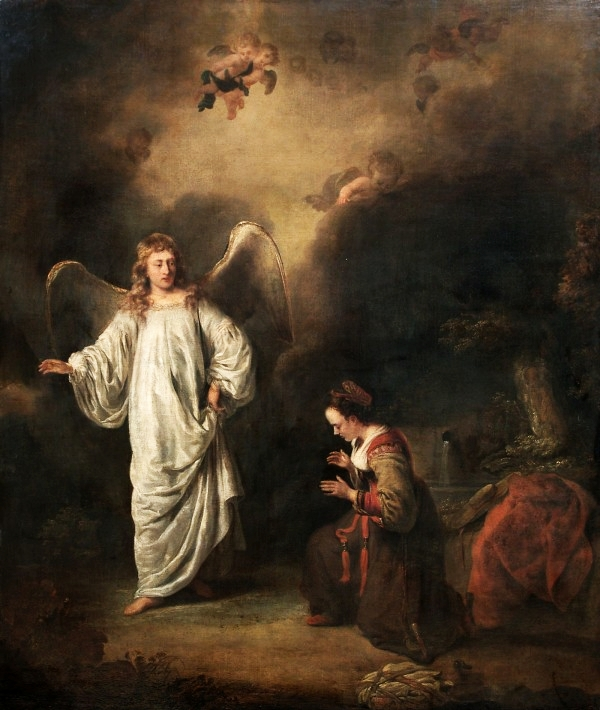
Ferdinand Bol, Anioł ukazujący się Hagar na pustyni (ok. 1650)
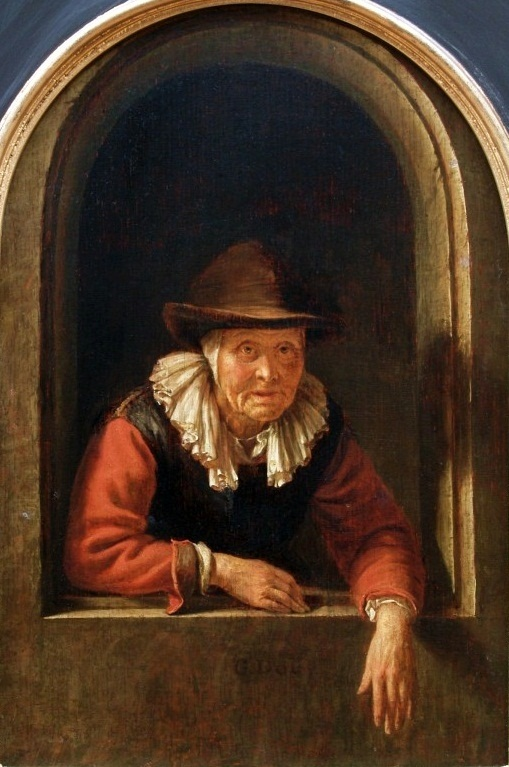
Gerard Dou, Staruszka w oknie (ok. 1650)
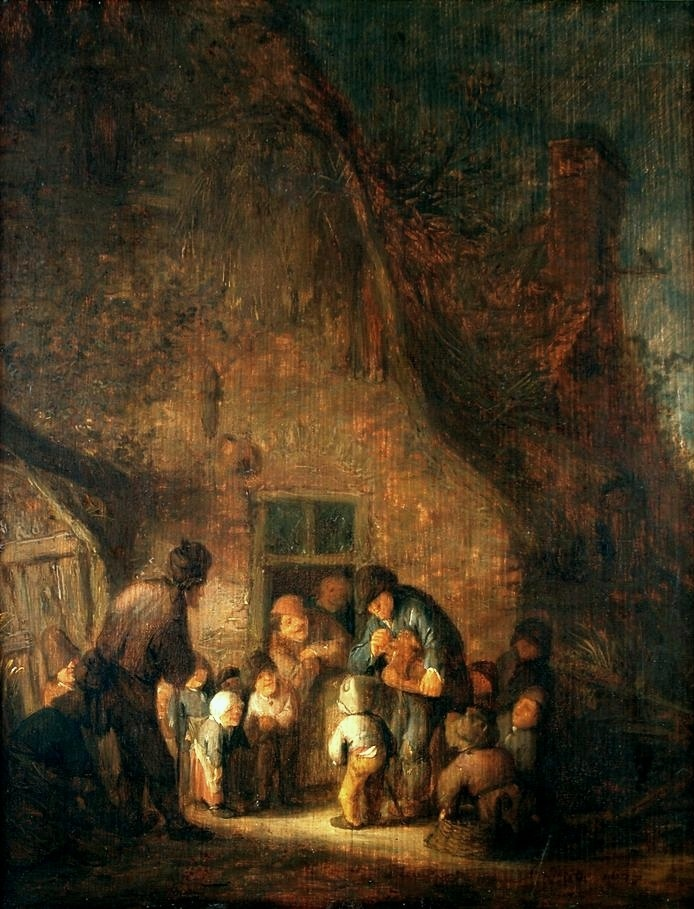
Adriaen van Ostade, Lirnik (1663)
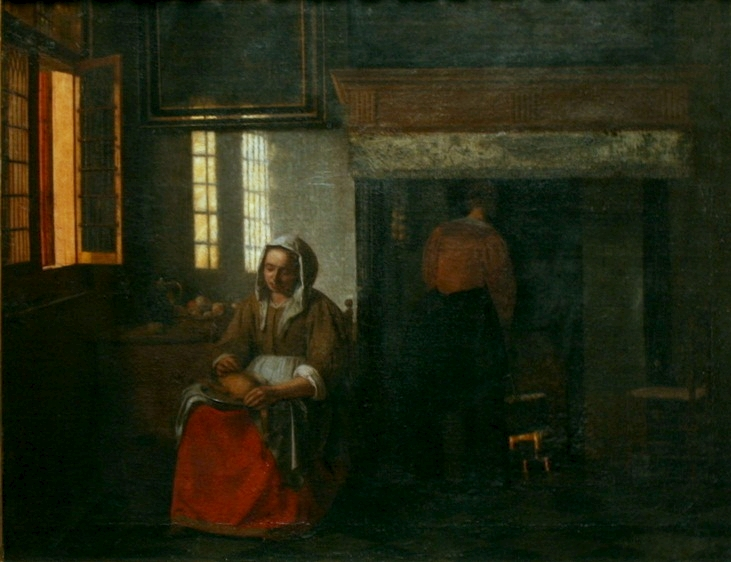
Pieter de Hooch, Kobieta skubiąca kaczkę (ok. 1668)

### Portrety

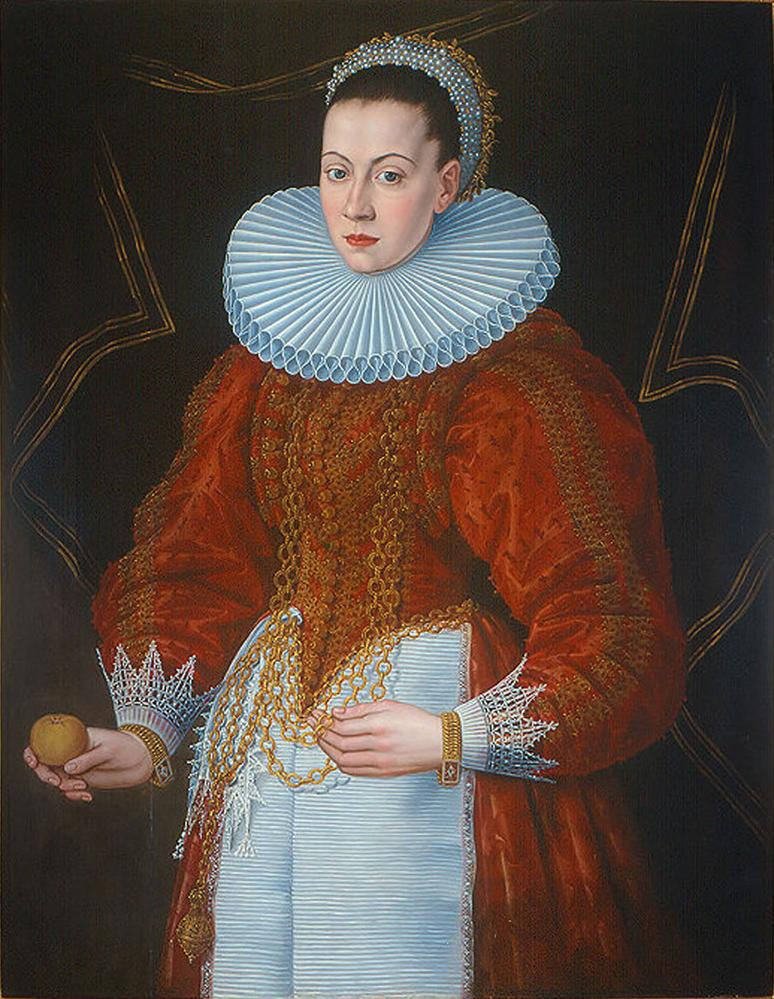
Anton Möller, Portret patrycjuszki gdańskiej (1598)
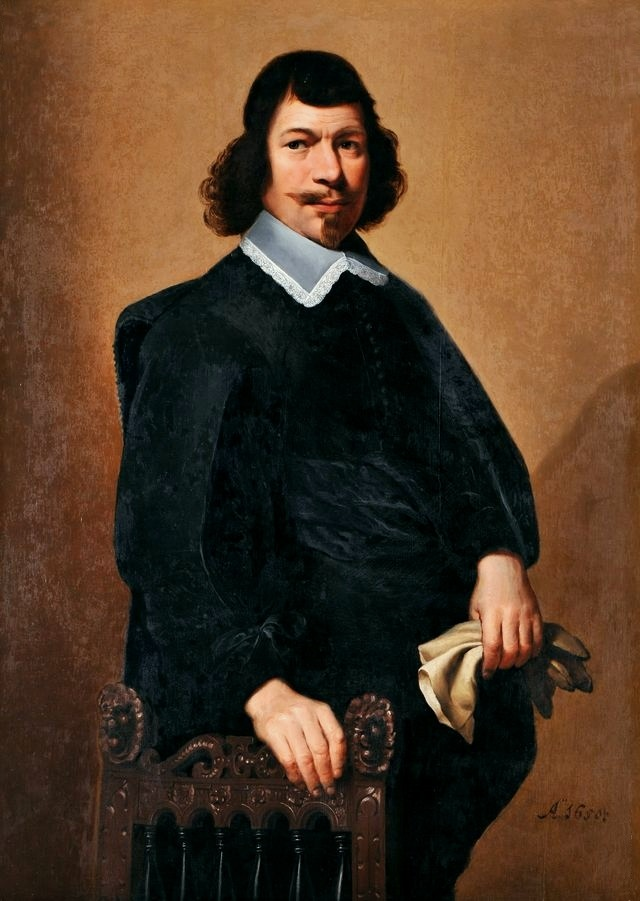
Aelbert Cuyp, Portret mężczyzny (1650)
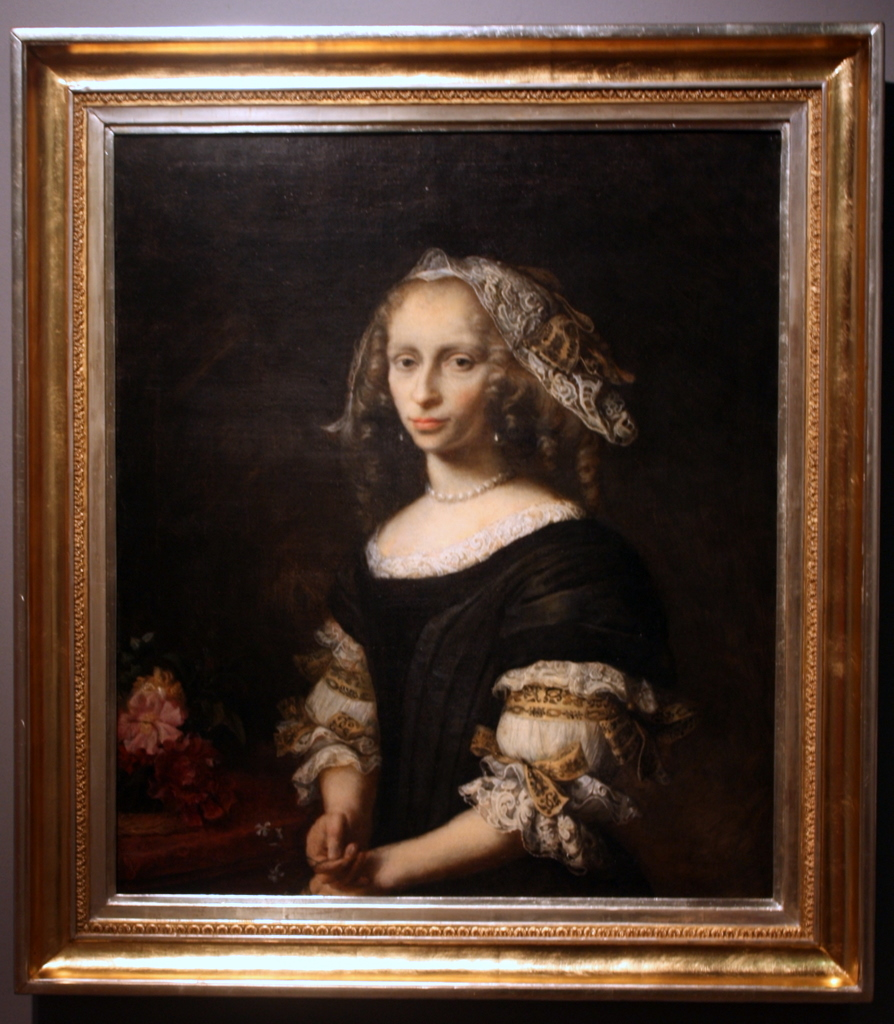
Daniel Schultz, Portret Konstancji Schumann ok. 1674
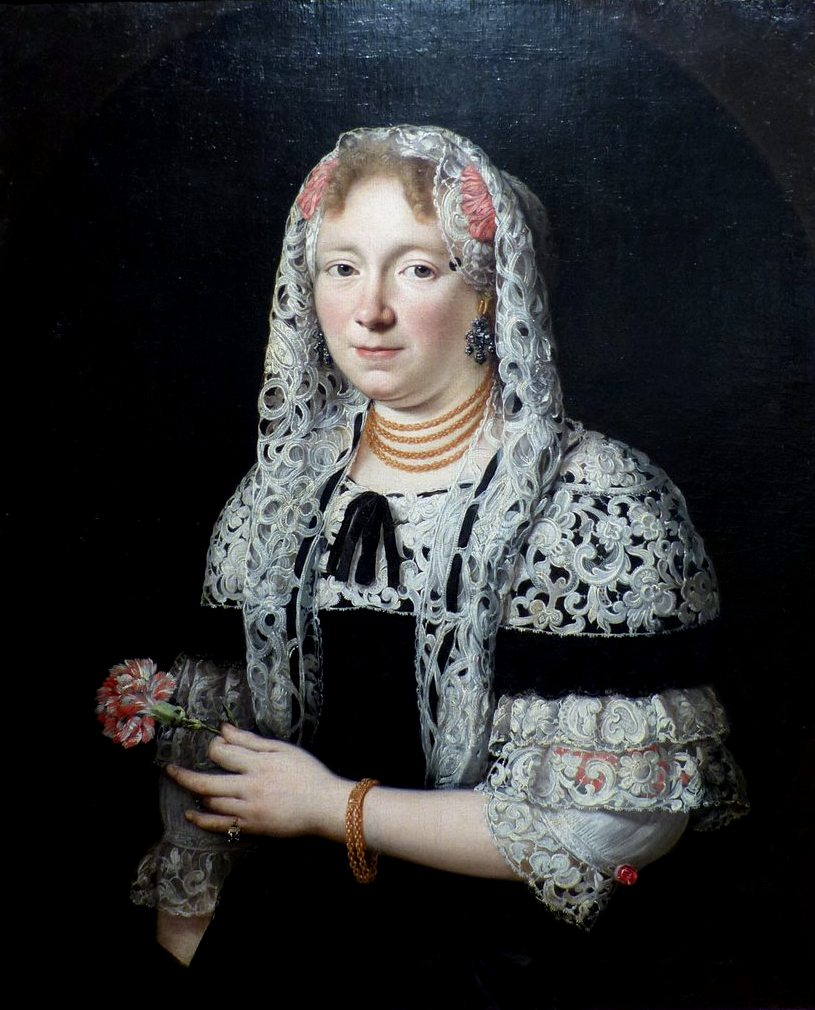
Andrzej Stech, Portret patrycjuszki gdańskiej (1685)
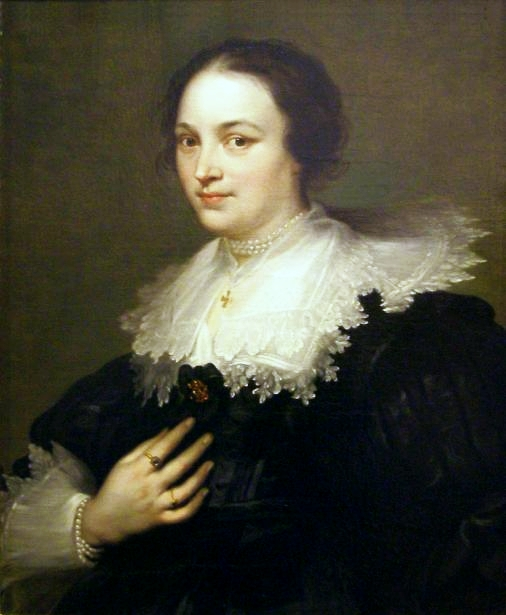
Antoon van Dyck, Portret kobiety  (XVII w.)